# Ахмед I
Ахмед I (на турски: I. Ahmed) е 14-ият султан на Османската империя, наследява баща си Мехмед III на 22 декември 1603 г., едва 14-годишен и управлява до смъртта си на 22 ноември 1617 година.

## Управление
Възобновяването на ирано-османския конфликт и очертаващите се неблагоприятни резултати от войната в Европа съвпадат с началото на управлението на султана. Той поема кормилото на империята в неспокойно за нея време. За разлика от своите предшественици, той не се възползва от законното си право на братоубийство. Животът на брат му Мустафа I е запазен.
Управлението на султана започва без кръвопролитие. Поради своето непълнолетие новият султан винаги се е намирал под влиянието на своите роднини и близки. Той има тежък характер и е фанатично привързан към каноните на исляма и принципите на шериата. Безкомпромисен е към предателите на държавата. Обича много лова и конните състезания – джирит. Поклонник е на поезията и е автор на добри стихове.
Едно от първите решения на новия султан е да заточи баба си, Сафийе Султан, в Стария дворец в Одрин. На 12 ноември 1605 г. неочаквано умира майката на Ахмед I – Хандан Султан. Султанът много трудно преживява тази огромна загуба.
Той води неуспешна война с Персия. В периода 1609 – 1616 по указ на Ахмед I е построена джамията Ахмедийе. Другото име на този мюсюлмански архитектурен паметник е Синята джамия.
При неговото управление велики везири са Малкоч Явуз Али паша, Лала Мехмед паша, Дервиш Мехмед паша, Куюучу Мурат паша, Гумулчинели Дамат Насух паша, Окуз Кара Мехмед паша, Дамат Халил паша.
Умира на 22 ноември 1617 от коремен тиф. Погребан е в мавзолея, намиращ се до Синята Джамия. Наследен е от брат си Мустафа I.
Тъй като през цялото си управление се е бори за благосъстоянието на хората, султан Ахмед I остава в Османската история като един от най-човечните, справедливи и положителни владетели.

## Фамилия
Ахмед I има три брака.
Първи брак: с Махфируз Хатидже Султан; те имат син:
- Осман II, султан на Османската империя 1618 – 1622

Втори брак: с Кьосем Султан (любовта на живота му); те имат децата:
- Мурад IV
- Мехмет
- Касъм
- Ибрахим I
- Гевхерхан Султан
- Атике Султан
- Фатма Султан
- Ханзаде Султан

Трети брак: Фатма Хатун
Под въздействието на Кьосем султанът заточва първата си съпруга Махфируз Хатидже султан в Стария дворец, където тя прекарва остатъка от живота си.

## Сериал
Историята на султан Ахмед и неговата любима Кьосем оживява в турския исторически сериал – Великолепният век: Кьосем (2015).